# Cherami Leigh
Cherami Leigh, all'anagrafe Cherami Leigh Kuehn (Dallas, 19 luglio 1988), è una doppiatrice e attrice statunitense.
È nota per aver dato la voce al personaggio di Sailor Venus nel doppiaggio statunitense Viz Media del franchise di Sailor Moon. Altri suoi doppiaggi contemplano: Kazari Uiharu nelle serie A Certain Magical Index e A Certain Scientific Railgun; Yoshika Miyafuji in Strike Witches; Eucliwood Hellscythe in Is This a Zombie; Mutsuki in KanColle: Kantai Collection; Aisa in One Piece; Mika Shimotsuki in Psycho-Pass; Shijima Kurookano in Nabari no Ou; Hibiki in Sekirei; Elizabeth Midford in Black Butler; Road Kamelot in D.Gray-man; Sae Kashiwagi in Peach Girl; Tamaki Kawazoe in Bamboo Blade; Patty Thompson in Soul Eater; Lucy Heartfilia in Fairy Tail; Cecily Campbell in The Sacred Blacksmith; Asuna Yuuki in Sword Art Online; Plutia/Iris Heart in Hyperdimension Neptunia; Sarada Uchiha in Boruto: Naruto Next Generations e Chloe Cerise in Pokémon Journeys: The Series.

## Biografia
Ha dato voce in lingua inglese a diverse produzioni di serie animate e videogiochi per Funimation, Bang Zoom! Entertainment, NYAV Post, Studiopolis e Viz Media.
Nel 1997, in qualità di attrice, interpreta la popolare cantante country statunitense LeAnn Rimes da giovane, nel film per la televisione diretto da Michael Switzer, Holiday in Your Heart. Nel 2008 è nella serie Friday Night Lights.
Nel 2002 è la voce di Rottytops nei videogiochi della serie Shantae. Nel 2009 presta la voce a Gaige the Mechromancer nella serie di videogiochi Borderlands.
Nel 2013 interpreta un episodio rispettivamente nelle serie televisive Bones e Longmire. Nel 2014 interpreta un episodio nella serie televisiva Shameless. Nel 2016 doppia Makoto Niijima nel videogioco Persona 5 e Female V nel videogioco Cyberpunk 2077, per il quale viene candidata come migliora attrice protagonista ai BAFTA Video Games Awards del 2021. Nel 2017 è la voce di Arianrhod nel videogioco The Legend of Heroes: Trails of Cold Steel IV, mentre nel 2018 doppia il personaggio di Minerva nel videogioco The Walking Dead: The Final Season. Nel 2019 presta la voce a Rhea nel videogioco Fire Emblem: Three Houses.
Nel 2021 è la voce originale di Ophelia Strange, bambina sviluppata da un maiale, frutto delle ricerche genetiche di Cyrus Strange, e innamorata di Pugsley Addams, nel film di animazione sulla celebre famiglia creata dalle vignette di Charles Addams sul periodico The New Yorker, nel film di animazione La famiglia Addams 2, diretto da Conrad Vernon, Greg Tiernan, Laura Brousseau e Kevin Pavlovic e sequel del film La famiglia Addams del 2019, diretto da Greg Tiernan e Conrad Vernon.

## Vita privata
Il 13 aprile 2014 Cherami Leigh ha sposato il collega attore Jon Christie, che frequentava dal 2010.

## Filmografia parziale

### Attrice

#### Cinema
- Fast Food Nation, regia di Richard Linklater (2006)
- L'amore giovane (The Hottest State), regia di Ethan Hawke (2006)
- The Mist, regia di Frank Darabont (2007) - non accreditata
- Spilt Milk, regia di Blake Calhoun (2010)
- Virgin Mary Christmas, regia di Jason A. Wheeler - cortometraggio (2010)
- Hindsight, regia di Michael Chinnici - cortometraggio (2011)
- Czech Beautiful, regia di William Leonardo Molina e Jeff Peeples - cortometraggio (2012)
- Cry, regia di Clay Luther (2013)
- Not Cool, regia di Shane Dawson (2014)
- I Hate Myselfie, regia di Michael J. Gallagher - cortometraggio (2015)
- Beyond the Farthest Star, regia di Andrew Librizzi (2015)
- It Gets Worse, regia di Michael J. Gallagher - cortometraggio (2016)
- Yucatán, regia di Daniel Monzón (2018)

#### Televisione
- Walker Texas Ranger (Walker, Texas Ranger) - serie TV, episodi 5x13-8x03 (1996-1999)
- Holiday in Your Heart, regia di Michael Switzer - film TV (1997) - LeAnn Rimes
- Attacco al presidente (The President's Man), regia di Eric Norris e Michael Preece - film TV (2000)
- Friday Night Lights - serie TV, episodio 3x02 (2008)
- Temple Grandin - Una donna straordinaria (Temple Grandin), regia di Mick Jackson - film TV (2010)
- The Deep End - serie TV, episodio 1x06 (2010)
- Throwing Stones - serie TV, 16 episodi (2011-2012)
- Reel Dudes - serie TV, 4 episodi (2012)
- Longmire - serie TV, episodio 2x12 (2013)
- Bones - serie TV, episodio 9x11 (2013)
- The Walking Tedd - serie TV, 6 episodi (2013-2014)
- Shameless - serie TV, episodio 4x02 (2014)
- House Arrest - serie TV, episodio 1x03 (2014)
- NCIS: Los Angeles - serie TV, episodio 8x01 (2016)
- CONfessionals - serie TV, 5 episodi (2017)
- Mansion of Mystery - serie TV, episodio 5x07 (2019)
- 9-1-1 - serie TV, episodio 6x07 (2022)

### Doppiatrice

#### Cinema
- Dragon Ball - La leggenda del Drago Shenron (Dragon Ball: Shenron no Densetsu), regia di Daisuke Nishio (1986)
- Sailor Moon R the Movie - La promessa della rosa (Gekijô-ban - Bishôjo senshi Sêrâ Mûn R), regia di Kunihiko Ikuhara (1993) - Minako Aino/Sailor Venus
- Sailor Moon SS the Movie - Il mistero dei sogni (Bishôjo senshi Sêrâ Mûn super S: Sêrâ 9 senshi shûketsu! Burakku dorîmu hôru no kiseki), regia di Hiroki Shibata (1995)
- La famiglia Addams 2 (The Addams Family 2), regia di Conrad Vernon, Greg Tiernan, Laura Brousseau e Kevin Pavlovic (2021)
- Predator: Killer dei Killer (Predator: Killer of Killers), regia di Dan Trachtenberg e Joshua Wassung (2025)

#### Televisione
- Bishôjo senshi Sailor Moon Super S Special, regia di Takuya Igarashi e Kônosuke Uda - film TV (1995)
- Panty & Stocking with Garterbelt - serie animata (2010)
- Lupin III - Il sigillo di sangue, la sirena dell'eternità (Lupin the III: Chi no kokuin - eien no mermaid ), regia di Teiichi Takiguchi - film TV (2011)
- Star Wars: Resistance - serie animata, episodio 1x01 (2018)
- Pluto - serie animata (2023)

#### Videogiochi
- LEGO DC Super-Villains, regia di Andrew Holt, Arthur Parsons e Stephen Sharples (2018)

### Produttrice
- Throwing Stones - serie TV, 9 episodi (2011-2012)
- CONfessionals - serie TV, 5 episodi (2017)

### Sceneggiatrice
- Fairy Tail - serie animata, episodio 6x36 (2015)

## Riconoscimenti (parziale)
- Behind The Voice Actor Award
  - 2018 - Miglior cast vocale in un videogioco per NieR: Automata (condiviso con altri)
  - 2018 - Miglior attrice non protagonista in un videogioco per NieR: Automata
  - 2018 - Candidatura al miglior cast vocale in un videogioco per Faiâ emuburemu Echoes: Mouhitori no eiyuuou (condiviso con altri)
- BAFTA Video Games Awards
  - 2021 - Candidatura alla miglior attrice protagonista per Cyberpunk 2077[4]
- Crunchyroll Anime Awards
  - 2023 - Candidatura come miglior doppiatrice in lingua inglese per Kotaro Lives Alone[5]

## Doppiatrici italiane
Nelle versioni in italiano delle opere in cui ha recitato, Cherami Leigh è stata doppiata da:
Da doppiatrice è sostituita da:
- Martina Felli in Cyberpunk 2077, Cyberpunk 2077: Phantom Liberty
- Marzia Dal Fabbro in Soul Eater
- Ilaria Latini
- Jasmine Laurenti in Sailor Moon
- Lucrezia Marricchi in Psycho-Pass
- Joy Saltarelli in Pretty Guardian Sailor Moon Crystal
- Emma Para in Predator: Killer dei Killer